# ゼスト (食材)

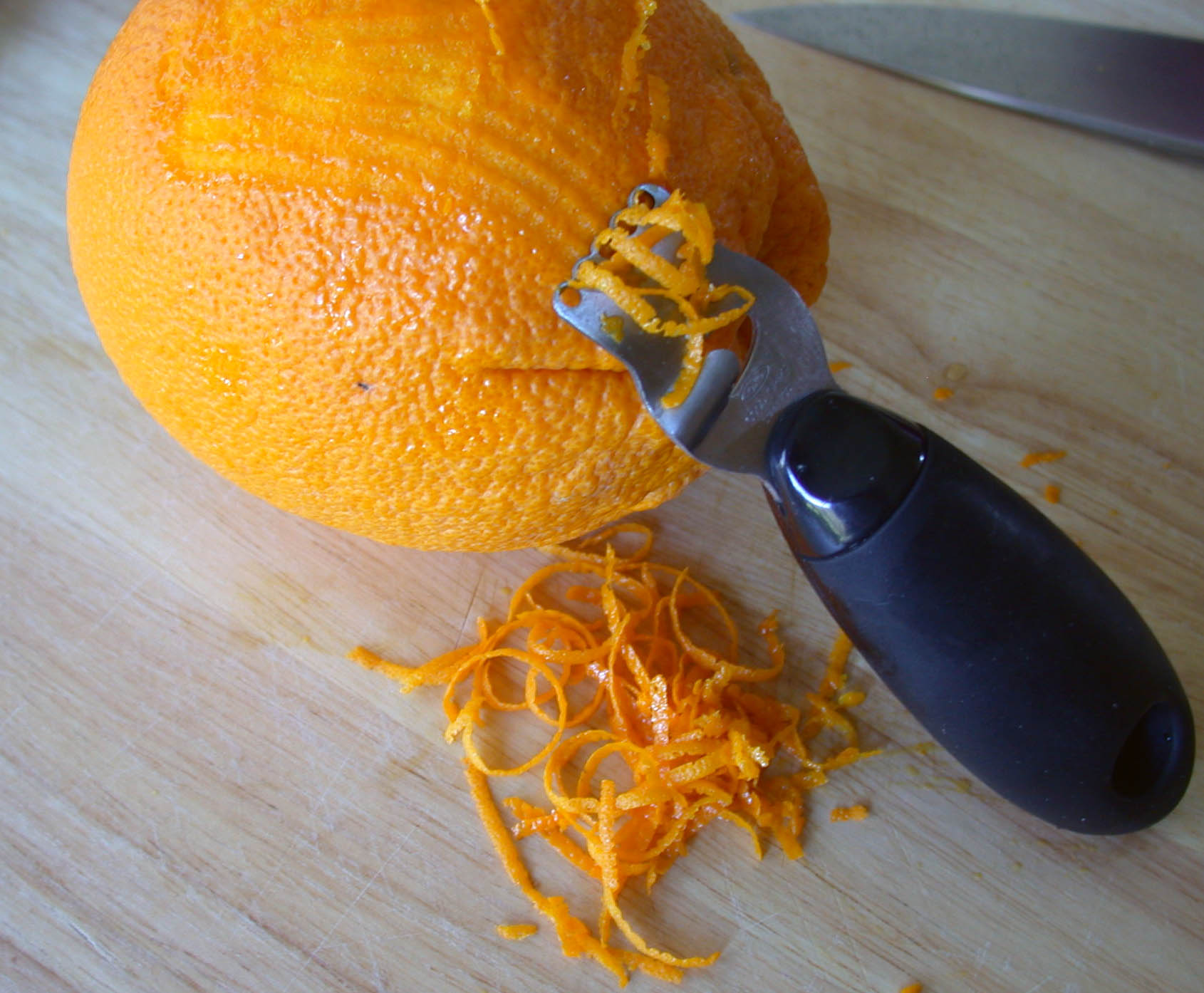
オレンジのゼスト

ゼスト(英語: zest)はレモン、オレンジ、シトロン、ライムなどの柑橘類の、ワックスがけしていない色付いた外皮をこそげとったり切り取ったりして作る食材である。ゼストは食べものに風味付けするために用いられ、このプロセスを英語で「ゼストする」"zest"という。
果物の解剖学的構造から言えば、ゼストはフラベド(外果皮)からとれるものであり、この部分自体も「ゼスト」と呼ばれることがある。柑橘類のピール(果皮)はフラベドと白いわた(アルベド)からなる。フラベドとわたの分量は柑橘の種類によって異なり、下ごしらえの方法により使える部分が変わることもある。柑橘類のピールは生、乾物、砂糖漬け、塩漬けなどにして用いられる。

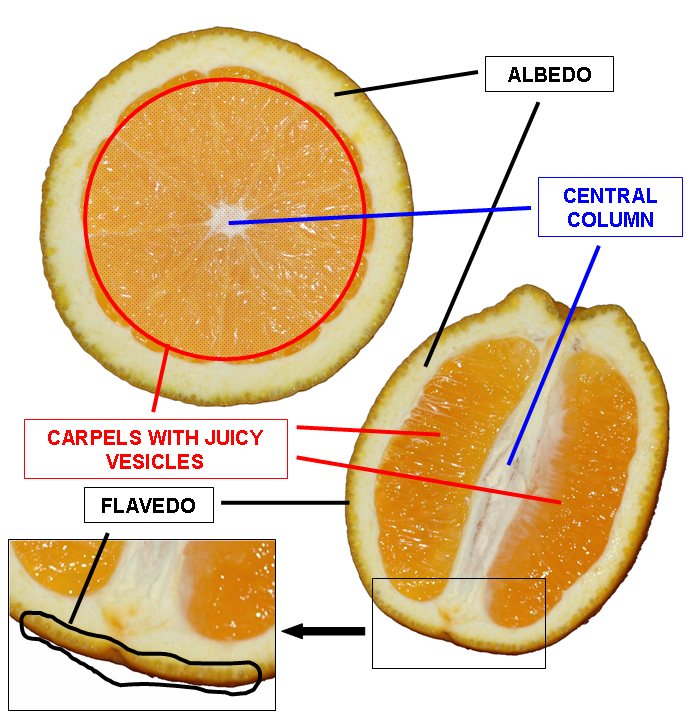
オレンジの断面図。フラベドがゼストとして使われるが、白くて苦みのあるアルベド(わた)の部分は通常使用されない。

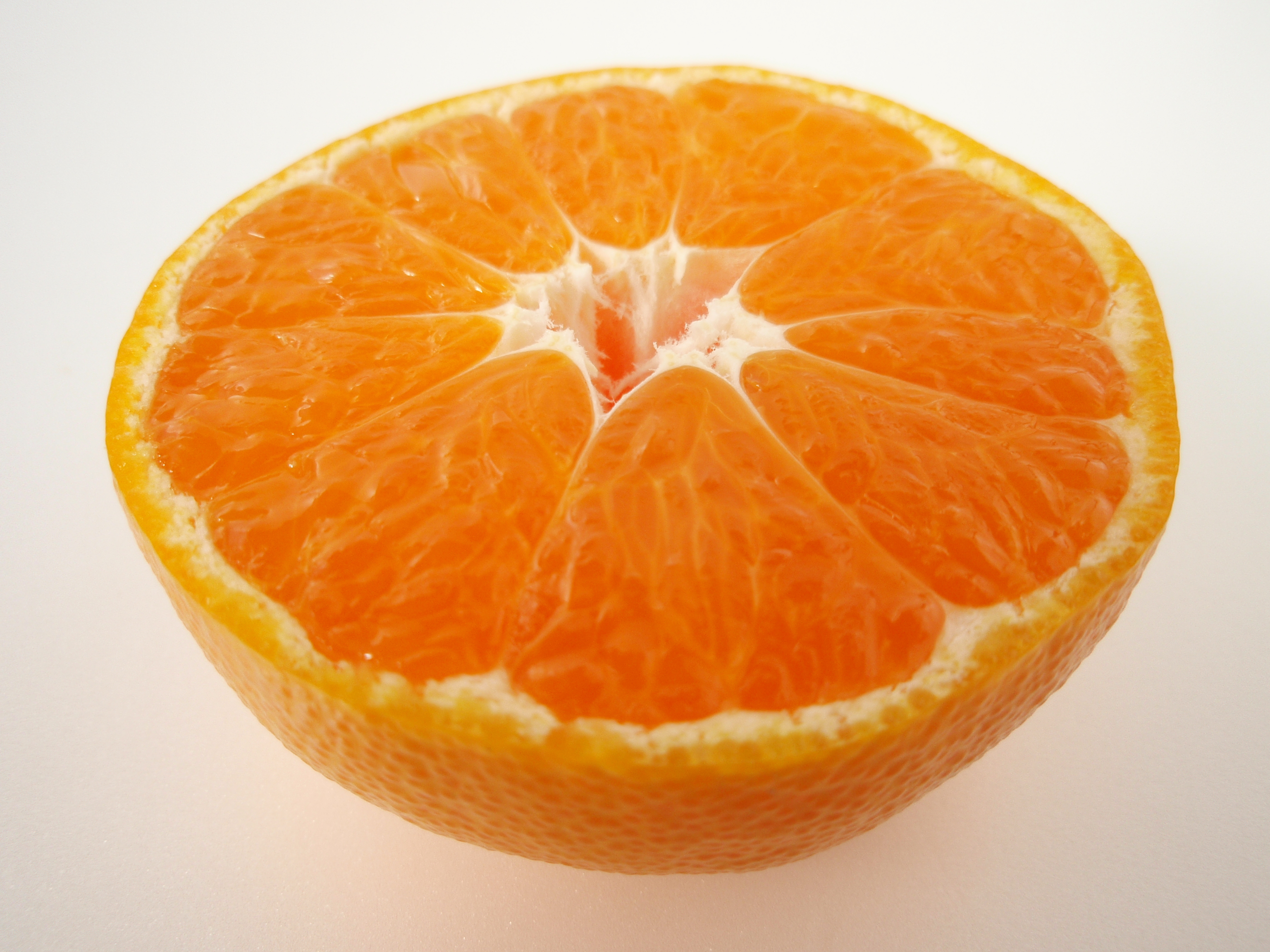
白いアルベドよりオレンジ色のフラベドのほうが多いウンシュウミカン。

## 作り方

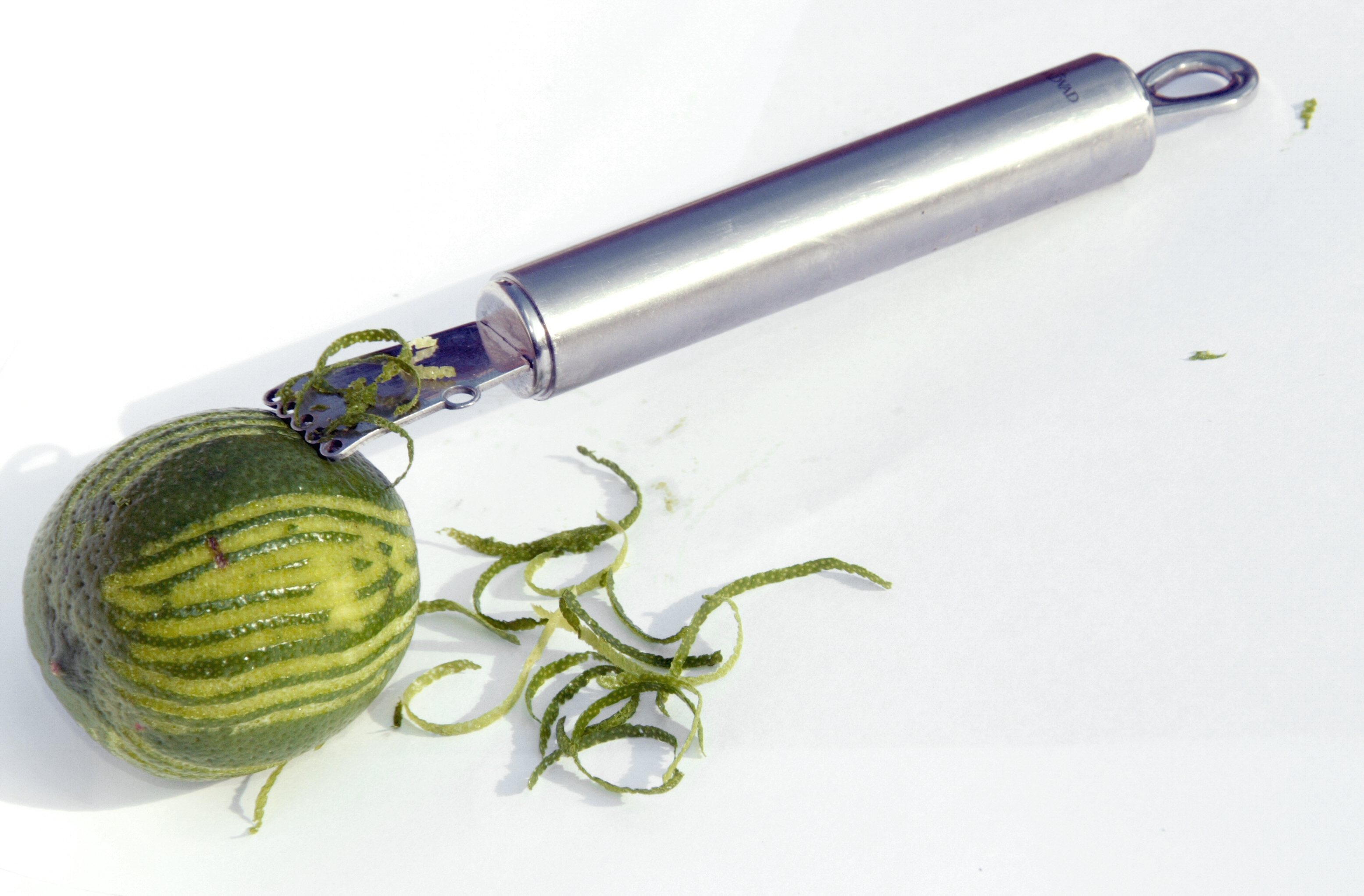
ライムのゼスト。緑色のフラベドが切り取られたところから白い中果皮が見える。

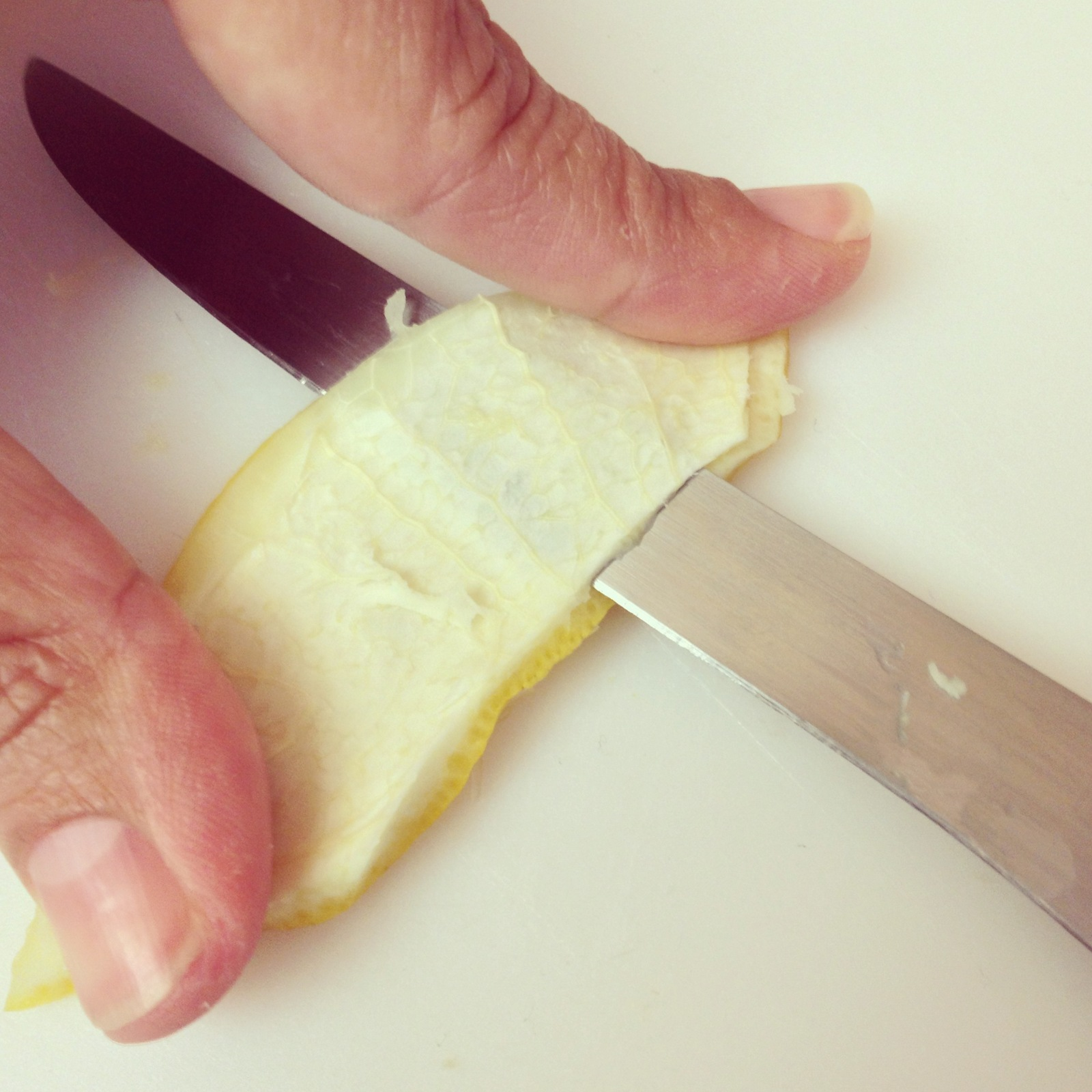
マーマレードを作るため、柔軟性のある三枚おろし用のナイフでフラベドから中果皮をスライスしているところ。

料理に使うための道具としては、ゼスター、グレーター、ピーラー、皮むきナイフ、また場合によってはパテ用ヤスリなどが果物からゼストを削ぎ落としたり切り取ったりするために用いられる。このかわりにピールをスライスして、もし余分のわたがあるようなら切り落とすということもできる。
ゼストの下にあるピールの白い部分(わた、アルベド、中果皮などと呼ばれる)は苦くて風味が悪く、通常は皮むきの深さを調整して含まれないようにする。ほとんど中果皮が無いためにピールが全て使える柑橘類もある。

## 種類による違い
ゼストと中果皮は果実の種類によって異なる。
ピール部分がほぼ全てフラベドになっているのはおおむねマンダリンオレンジの仲間で、ブンタンやシトロンの仲間はもっと厚い中果皮を持っている。
ブンタンの仲間(グレープフルーツやオレンジなど)の中果皮は通常、苦みが強めである。
シトロンの仲間(メキシカンライム、タヒチライム、アレモウなど)の中果皮はもっとまろやかな味がする。
レモンはブンタン、シトロン、マンダリンオレンジの雑種である。レモンの中果皮も食べることができ、砂糖漬けにも用いられる。

## 使用法
ゼストはさまざまな焼き菓子や砂糖菓子の風味付けによく用いられる。レモンメレンゲパイのようなパイ、ケーキ、クッキー、ビスケット、プディング、砂糖漬け菓子、キャンディ、チョコレートなどに加える。ゼストはミラノ風オッソ・ブーコのような特定の料理やマーマレード、ソース、ソルベ、サラダなどにも使われる。
ゼストは塩レモン、ライムチャツネ、マーマレードなど多くの甘辛調味料にとってキーとなる食材である。レモンリキュールやリコール・デ・オロなどの蒸留酒を作るのにもゼストが要る。

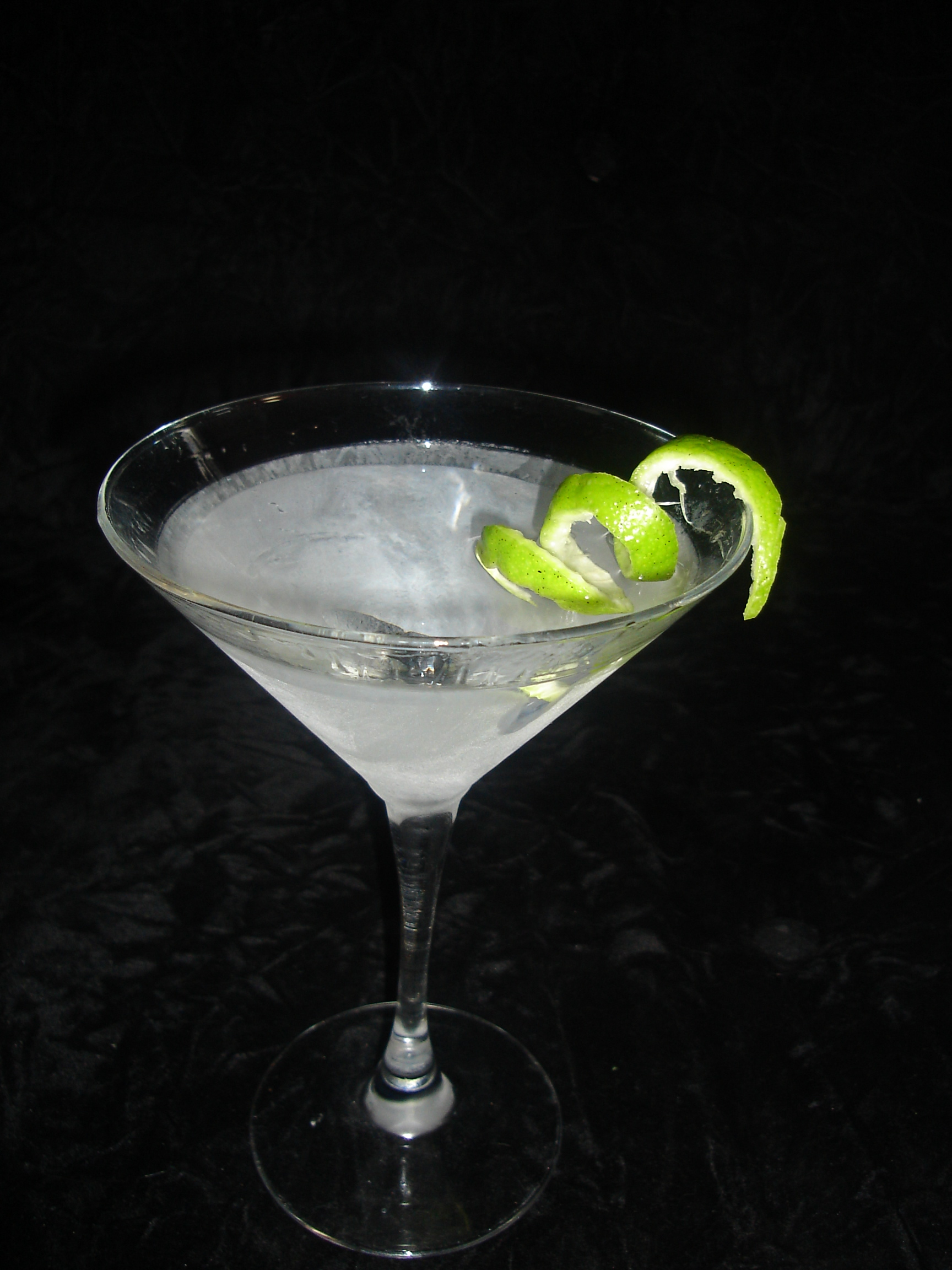
ツイストを添えたジン・マティーニ

ゼストはカクテルに使われることもあり、風味や香りづけのみならず、色や装飾品としての目的でも加えられる。カクテルの装飾として使う際には、ゼストはしばしば長く螺旋状にカットされ、これはツイストと呼ばれている。ツイストを使うカクテルとしてはドライマティーニやホーセズ・ネックなどがある。グリューワインの場合のように風味と香りを最大にする必要がある場合、ナイフで果物から切り取っただけのゼストを使用する。